# Douce France (pel·lícula de 1995)
Douce France és una pel·lícula francesa de Malik Chibane feta el 1995.

## Argument
Jean-Luc i Moussa, dos amics que viuen a Seine-Saint-Denis, tenen cadascun la seva pròpia ambició: Jean-Luc vol obrir el seu despatx d'advocats, Moussa el seu propi cafè. Un dia, quan estan a la tramvia, són testimonis d'un robatori de joies. El lladre llença el seu botí a una paperera abans de ser detingut per la policia. Els dos amics veuen la paperera i agafen aquest preuat tresor, que constitueix una inversió inicial per als seus somnis. Moussa compra un cafè, Jean-Luc instal·la la seva "oficina" en un petit racó del cafè només separat de l'habitació per una cortina. Tot enmig d'un suburbi parisenc, amb els seus habitants, les seves comunitats, les seves alegries i els seus problemes...

## Repartiment
- Frédéric Diefenthal : Jean-Luc
- Hakim Sarahoui : Moussa
- Lionel Abelanski : El venedor
- Saïda Bekkouche : Mare Malouf
- Fadila Belkebla : Farida
- Mahmoud Benyacoub : Pare Benchaick
- Abder El Kebir : Pare Malouf
- Zina Elm'Barki : La perruquera
- Pierre Forest : L'inspector
- Jean Grécault : El caixer
- Seloua Hamse : Souad
- Muriel Huster : Directora del Centre Social
- Nadia Kaci : Myssad
- Malek Kateb : Propietari del cafè
- Nacer Lazizi : Nacer
- Yves Le Moign' : L'Arquitecte
- Rachida Mazit : La dona del client
- Redouane Menahbi: El col·leccionista
- Jean-Jacques Moreau: The Guardian
- Antonio Olivares: La Tanca
- Mohamed Ourdache: L'imam
- Isabelle Petit-Jacques: The Guardian
- Elisabeth Rodríguez: La cambrera
- Rachid Bouafia: client de Kabyle
- Driss El Haddaoui: El Client
- Jean-Luc Abel: policia municipal 1
- Christian Zanetti: policia municipal 2

## Al voltant de la pel·lícula
La pel·lícula descriu la vida d'un suburbi francès, amb problemàtiques ja presents el 1995: portar el hijab (vel religiós de l'Islam), el destí dels Harkis, la barreja de comunitats, llocs de pregària (amb la qüestió de la presència de minaret a les mesquites), matrimoni de conveniència, o fins i tot menjar religiós musulmà halal.